# کوینتانو
کوینتانو (به ایتالیایی: Quintano) یک کومونه در ایتالیا است که در استان کریمونا واقع شده‌است.

## خصوصیات
کوینتانو ۲٫۸ کیلومترمربع مساحت و ۷۸۳ نفر جمعیت دارد.